# Gaston Tessier
Gaston Tessier (Parigi, 15 giugno 1887 – Parigi, 8 agosto 1960) è stato un sindacalista francese.
Membro attivo della Resistenza, nel 1947 venne eletto presidente della Confederazione Internazionale dei Sindacati Cristiani.